# Corea del Sur en los Juegos Paralímpicos de Tokio 2020
Corea del Sur estuvo representada en los Juegos Paralímpicos de Tokio 2020 por un total de 85 deportistas, 57 hombres y 28 mujeres.

## Medallistas
El equipo paralímpico surcoreano obtuvo las siguientes medallas:
| Nombre                                    | Deporte       | Evento                                           |
| ----------------------------------------- | ------------- | ------------------------------------------------ |
| Oro                                       |               |                                                  |
| Choi Ye-Jin Jeong Ho-Won Kim Han-Soo      | Bochas        | Dobles BC3 mixto                                 |
| Joo Young-Dae                             | Tenis de mesa | Individual 1 masculino                           |
| Plata                                     |               |                                                  |
| Lee Sam-Seop                              | Bádminton     | Individual WH1 masculino                         |
| Kim Jung-Jun                              | Bádminton     | Individual WH2 masculino                         |
| Kim Jung-Jun Lee Dong-Seop                | Bádminton     | Dobles WH1-WH2 masculino                         |
| Seo Su-Yeon                               | Tenis de mesa | Individual 1-2 femenino                          |
| Seo Su-Yeon Yoon Ji-Yu Lee Mi-Gyu         | Tenis de mesa | Equipo 1-3 femenino                              |
| Kim Hyeon-Uk                              | Tenis de mesa | Individual 1 masculino                           |
| Kim Young-Gun                             | Tenis de mesa | Individual 4 masculino                           |
| Cha Soo-Yong Kim Hyeon-Uk Park Jin-Cheol  | Tenis de mesa | Equipo 1-2 masculino                             |
| Kim Jung-Gil Kim Young-Gun Baek Young-Bok | Tenis de mesa | Equipo 4-5 masculino                             |
| Park Jin-Ho                               | Tiro          | Rifle de aire en posición tendida 10 m SH1 mixto |
| Bronce                                    |               |                                                  |
| Lee Dong-Seop                             | Bádminton     | Individual WH1 masculino                         |
| Joo Jeong-Hun                             | Taekwondo     | –75 kg masculino                                 |
| Lee Mi-Gyu                                | Tenis de mesa | Individual 3 femenino                            |
| Yoon Ji-Yu                                | Tenis de mesa | Individual 3 femenino                            |
| Jung Young-A                              | Tenis de mesa | Individual 5 femenino                            |
| Nam Ki-Won                                | Tenis de mesa | Individual 1 masculino                           |
| Park Jin-Cheol                            | Tenis de mesa | Individual 2 masculino                           |
| Cha Soo-Yong                              | Tenis de mesa | Individual 2 masculino                           |
| Park Jin-Ho                               | Tiro          | Rifle de aire de pie 10 m SH1 masculino          |
| Shim Young-Jip                            | Tiro          | Rifle en tres posiciones 50 m SH1 masculino      |
| Lee Jung-Min                              | Yudo          | –81 kg masculino                                 |
| Choi Gwang-Geun                           | Yudo          | +100 kg masculino                                |